# 변호인
|                                                                  |
| 형사소송법                                                       |
| 이념과 구조                                                      |
| 무죄 추정의 원칙 · 자백배제법칙 · 전문법칙                       |
| 증거보전청구권 · 형사보상청구권 · 독수독과이론                   |
| 실체적 진실주의 · 적정절차 · 신속한 재판의 원칙                  |
| 진술거부권 · 접견교통권 · 증거개시제도                           |
| 열람등사권 · 위법수집증거배제법칙                                |
| 법원                                                             |
| 제척 · 기피 · 회피 관할 · 이송 · 법관                            |
| 피고인과 변호인                                                  |
| 피고인 ·변호인 · 성명모용자 · 공동피고인 국선변호인 · 법정대리인 |
| 검사                                                             |
| 기소독점주의 · 검사 동일체의 원칙                                |
| 수사                                                             |
| 함정수사 · 불심검문 · 임의동행 · 동행요구 · 사법경찰관           |
| 구속                                                             |
| 구속영장 · 체포영장                                              |
| 증거법                                                           |
| 정황증거 · 전문증거 · 진술조서 · 진술서 · 실황조사서 · 검증조서  |
| 진술 · 증인                                                      |
| 재판                                                             |
| 공소장 · 공소장일본주의                                          |
| 고소 · 고발 · 고소불가분의 원칙 · 자수                           |
| 상소                                                             |
| 항소, 상고 & 비상상고                                            |
| 다른 7법 영역                                                    |
| 헌법 · 민법 · 형법                                               |
| 민사소송법 · 형사소송법 · 행정법                                 |
| 포털: 법 · 법철학 · 형사정책                                     |
| v • d • e • h                                                    |

변호인(辯護人)은 형사 사건 등에서  피의자나 피고인 등의 변호를 맡은 자를 말한다. 법원의 재판에서 변호인은 변호사 중에서 선임하여야 하나 변호사가 아닌 사람은 재판부의 허가를 받아 변호인으로 선임할 수 있으며 다만 대법원 상고심은 변호사만이 변호인이 될 수 있다.(형사소송법 제31조). 법원의 재판이 아니라면 누구든 변호인이 될 수 있다.
형사소송에 있어서 당사자주의를 이상적으로 실현시키기 위해서는 검사와 피고인이 대등한 위치에서 재판이 이루어져야 하지만 검사가 대통령이 임명하는 국가기관으로서 가지는 우월적 지위 때문에 설사 법률적인 소양이나 능력에 있어 변호하는데 지장이 없는 사람도 국가로부터 공인된 자격을 부여받은 변호사를 선임한다. 하지만 원칙적으로는 변호인의 조력을 받을 권리라고 피고인이 권익을 옹호하기 위해 변호인 제도를 채택하고 있다. 변호인제도는 피의자의 권리 옹호가 목적이므로 현행법에서는 범죄의 혐의를 받은 사람은 언제든지 변호인을 선임할 수 있도록 규정하고 있다. 변호인에는 피고인이 사비로 선임하는 사선변호인과 국가가 선임해주는 국선변호인이 있는데, 이들은 법률이 정하는 바에 의해서 동일한 권리를 가지지만 현실적으로 법원이 선임하기 때문에 변호에 있어 일정한 한계가 있을 수 밖에 없다. 변호인은 기본적 인권을 옹호하고 사회정의 실현을 사명으로 하는 변호인 고유의 권리와 피고인의 대리인으로서의 권리를 함께 가진다. 특히 500만원이하의 벌금형 사건은 피고인 출석없이 변호인만이 출석할 수 있다.

## 같이 보기
- 변호인선임권
- 변호인참여권